# Apolloprogrammet
För andra betydelser, se Apollo.

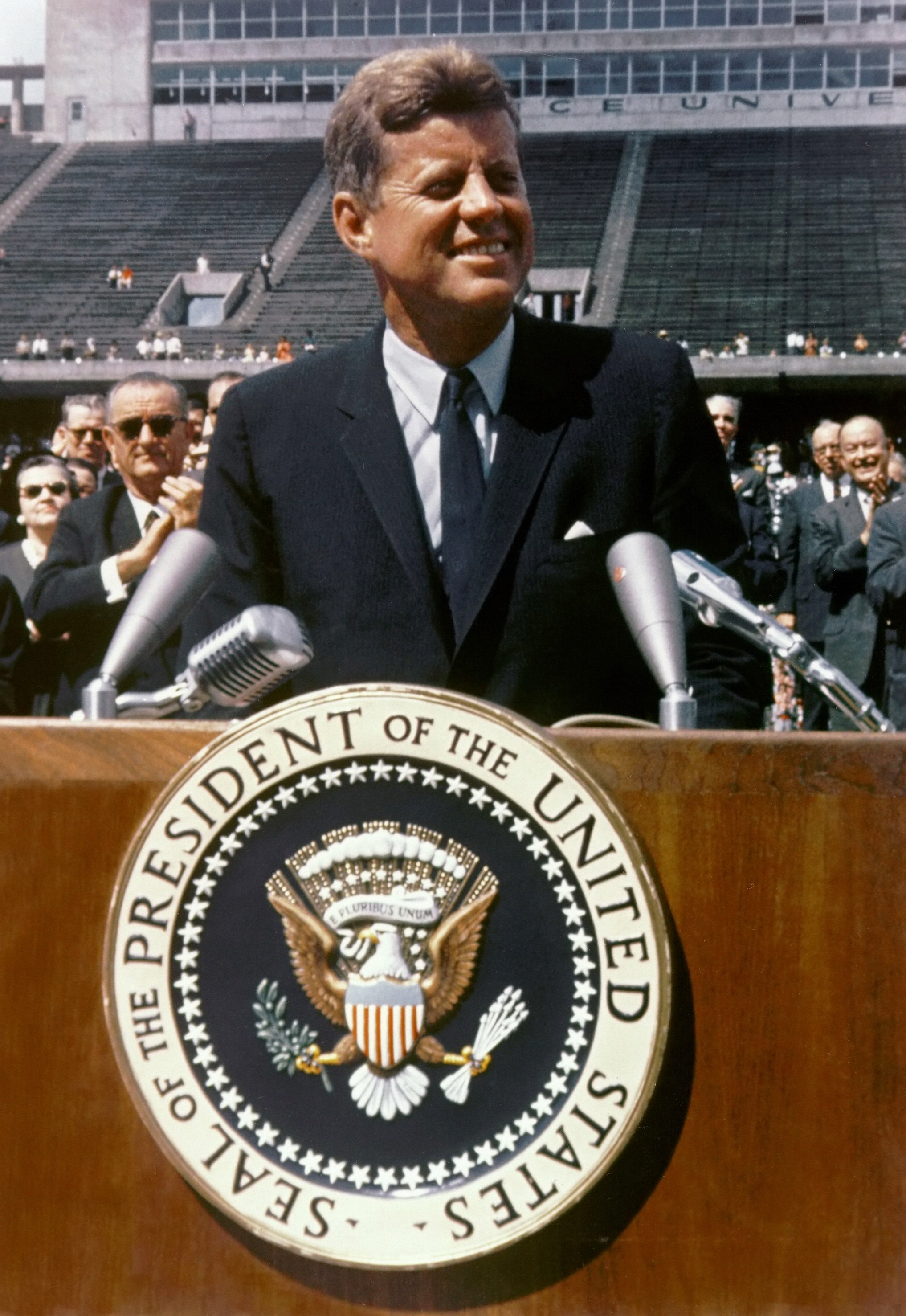
John F. Kennedy, 12 september 1962

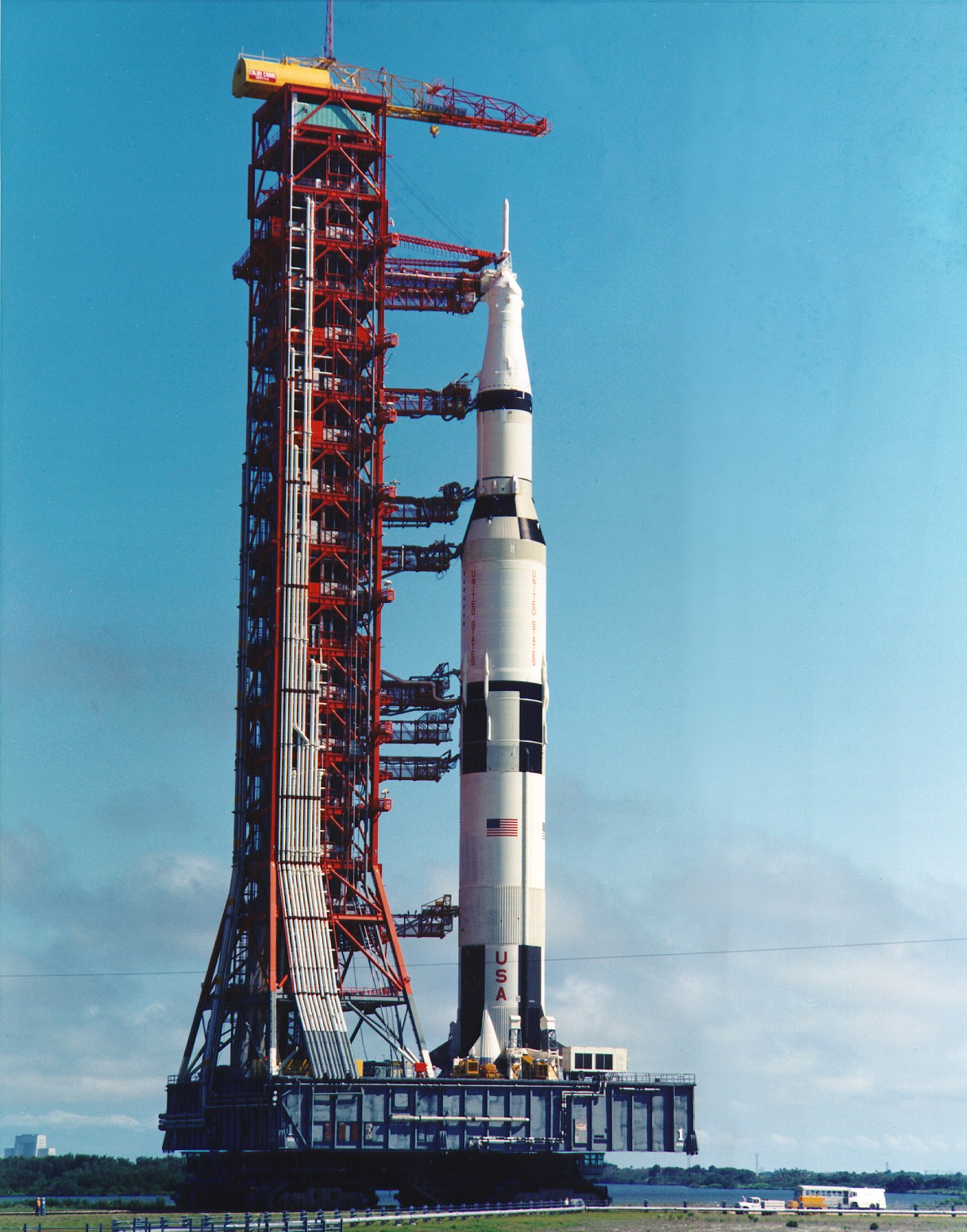
Saturn V

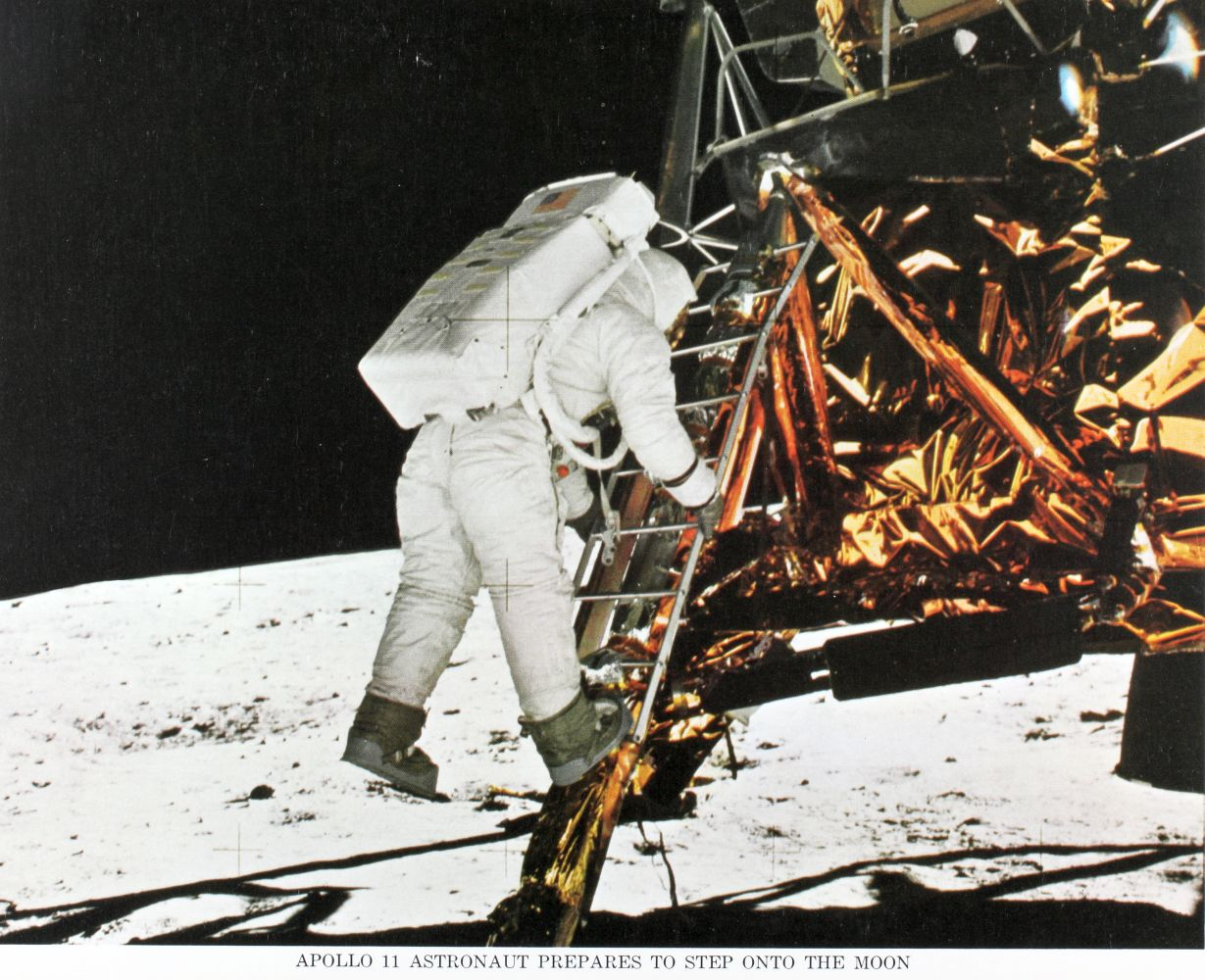
Stillhetens hav, den 20 juli 1969 (UTC)

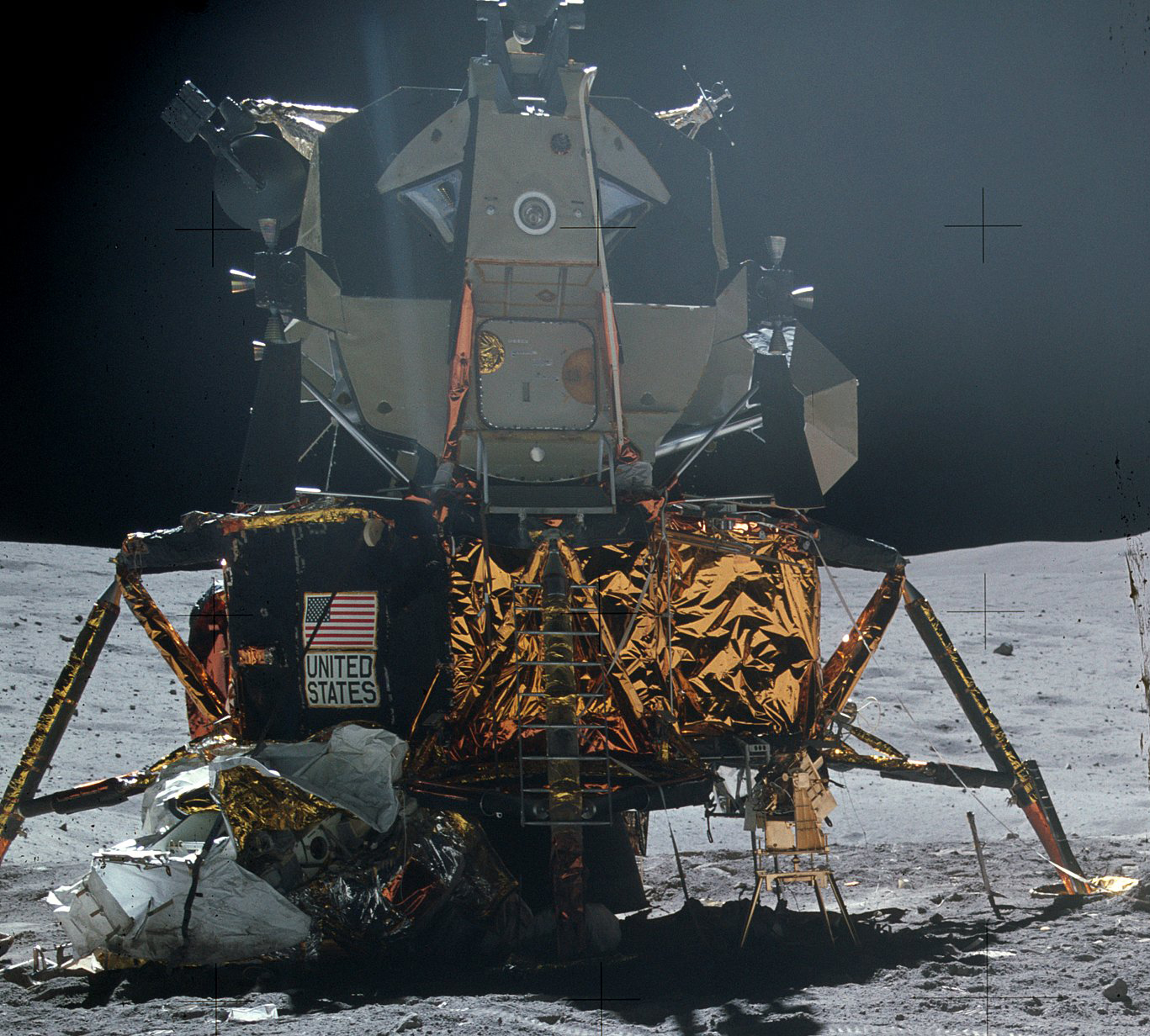
Apollo 16s månlandare Orion

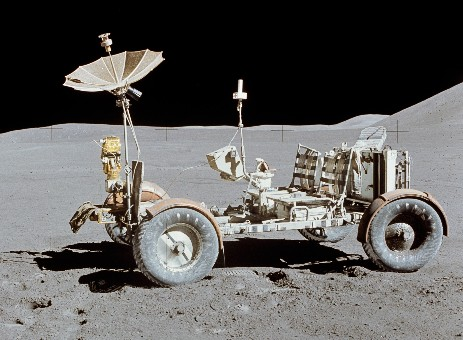
Månbil

Apolloprogrammet var en serie amerikanska rymdfärder, med Apollo som rymdfarkost och Saturn IB och Saturn V som uppskjutningsraketer. Syftet var att landsätta människor på månen innan 1960-talet var över, samt återbörda dem säkert till jorden. Rymdfärderna utfördes 1961–1972 och den första månlandningen skedde 20 juli 1969 med Apollo 11; totalt 7 bemannade försök gjordes varav 6 var framgångsrika. Ombord på månlandaren Eagle fanns Neil Armstrong och Edwin "Buzz" Aldrin, med Michael Collins kvar i omloppsbana runt månen i kommandomodulen Columbia. Neil Armstrong blev först på månen. När han satte ner foten, uttalade han de historiska orden: "That's one small step for (a) man, one giant leap for mankind".

## Historia
Apolloprogrammet var det tredje amerikanska rymdprogram med bemannade färder som startades. Programmet hade som mål att med bemannade färder utforska månen och att skapa förutsättningar för en permanent närvaro genom etablerande av bas på dess yta. Färderna inleddes efter att det förberedande Geminiprogrammet lagt grunden för de tekniker som var nödvändiga för att kunna genomföra mänskliga färder till månen. Apollo var från början tänkt som en uppföljning på Mercuryprogrammet med avancerade uppdrag i omloppsbana kring jorden. Programmet omdirigerades till sitt nya djärva mål av president John F. Kennedy under ett tal till den amerikanska kongressen 25 maj 1961.
| ”                              | First, I believe that this nation should commit itself to achieving the goal, before this decade is out, of landing a man on the Moon and returning him safely to the Earth. No single space project in this period will be more impressive to mankind, or more important in the long-range exploration of space; and none will be so difficult or expensive to accomplish. | „ |
| – John F. Kennedy, 25 maj 1961 | |   |

Redan den 27 oktober 1961 sköts den första raketen i Apolloprogrammet upp, det var Saturn 1. Denna raket var ingen trestegsraket som Saturn V utan bestod enbart av ett undre steg. Inte fullt ett år senare, i ett tal 12 september 1962, yttrade John F. Kennedy dessa berömda ord:
| ”                                    | We choose to go to the moon. We choose to go to the moon in this decade and do the other things, not because they are easy, but because they are hard [...] | „ |
| – John F. Kennedy, 12 september 1962 | |   |

Under 1960-talet eskalerade USA sitt militära engagemang i Vietnam vilket medförde en ansträngd amerikansk ekonomi. När den första månlandningen genomfördes 20 juli 1969 stod det klart för alla inblandade i Nasas rymdprogram att det inte skulle bli fler färder än till Apollo 20. År 1970 bestämdes att den sista Saturn V-raketen skulle användas för att skjuta upp rymdstationen Skylab och därmed skulle Apollo 19 avsluta de bemannade månfärderna. Senare under 1970 bestämdes att de två sista bemannade månlandningarna inte heller skulle genomföras.
I Apolloprogrammets slutskede bestämdes att USA:s bemannade rymdfart skulle genomföras med rymdfärjor i rymdfärjeprogrammet som skulle göra sin första planerade färd 1977. Den första rymdfärjan kunde dock inte skjutas upp förrän 12 april 1981, på dagen 20 år efter Jurij Gagarin genomförde den första bemannade rymdfärden i mänsklighetens historia. Den teknik som användes för Apolloprogrammet användes delvis till rymdfärjeprogrammet. Efter att rymdfärjeprogrammet avslutades år 2011 är det tänkt att man nu återigen skall använda sig av de tekniska lösningar man använde i Apolloprogrammet för framtida rymdfärder i USA:s bemannade rymdprogram.

## Logistik
Inför uppskjutningarna så stod man inför en logistisk mardröm, där man övervägde att frakta delar till Apolloraketen på båt via Panamakanalen. Detta löstes istället genom att bygga om begagnade Boeing 377 Stratocruiser till specialvarianter som kom att kallas "Pregnant Guppy" (gravid Guppy) efter en populär akvariefisk.

## Uppdrag
Apolloprogrammet omfattade elva bemannade uppdrag, som alla sköts upp från Kennedy Space Center i Florida. Beteckningen Apollo 1 gavs retroaktivt till det uppdrag som ursprungligen var tänkt att bli det första bemannade, men som slutade i en katastrofal brand under ett test på uppskjutningsplattformen, som dödade astronauterna Virgil "Gus" Grissom, Ed White och Roger Chaffee. Apollo 4-6 var obemannade testuppskjutningar. Testuppdragen och de första bemannade uppdragen i omloppsbana använde Saturn IB-raketen (med undantag av Apollo 4 som var jungfrufärden för Saturn V, och Apollo 6 som var den andra och sista obemannade flygningen av Saturn V), medan de påföljande använde den kraftfullare Saturn V-raketen. Apollo 7 var det första bemannade uppdraget, och testade Apollos kommando- och servicemodul i omloppsbana kring jorden. Apollo 8 fortsatte testerna i omloppsbana kring månen, och testade navigationen. Apollo 9 testade månlandaren i omloppsbana kring jorden, och Apollo 10 i omloppsbana kring månen. Apollo 11 landade för första gången på månen, men kan sägas vara det sista rena testuppdraget, eftersom man dragit in på övrig utrustning för att vara säker på att ha tillräckligt med bränsle. Apollo 12 lyckades med en precisionslandning nära den obemannade sonden Surveyor 3. Under Apollo 13 exploderade en syretank i servicemodulen, vilket tvingade besättningen att ta skydd i månlandaren och avstå från landningen. Apollo 14 fortsatte utforskningen, och ökad fokus på vetenskaplig träning av besättningen gav stor utdelning. Apollo 15 var det första med en ny, utökad typ av månlandare och kommandomodul, som bland annat medförde en månbil. Under Apollo 16 landade man i ett bergsområde. Apollo 17, som blev det sista uppdraget, hade som en av astronauterna geologen Harrison Schmitt, till skillnad från andra astronauter som varit testpiloter.
Man hade med sig svenska Hasselbladskameror, som man tog bilder med, och sedan lämnade kvar själva kamerorna på månen för att kunna få med sig så mycket mångrus tillbaka som möjligt. När astronauterna kom tillbaka till jorden fick de sitta i karantän för att inte smitta ner någon med något eventuellt månvirus. Denna säkerhetsåtgärd övergavs senare när man visste mer om miljön på månen.

## Färder
Apolloprogrammet använde sig av fyra olika raketer:
- Little Joe II - Uppdrag att testa raketer.
- Saturn I - Test av hårdvara.
- Saturn IB - Uppdrag att komma ut i omloppsbana kring jorden.
- Saturn V - Uppdrag ut i omloppsbana och till månen.

### ObemannadeLittle Joe II
- QTV   - 28 augusti, 1963 - Det första testet.
- A-001 - 13 maj, 1964 - Test i ljudhastigheten.
- A-002 - 8 december, 1964 - "Högsta höjd"-test.
- A-003 - 19 maj, 1965 - "Högsta höjd"-test.
- A-004 - 20 januari, 1966 - "Högsta vikt"-test.

### ObemannadeSaturn IB
- AS-201   - Första testet av Saturn IB raketen.
- AS-202   - Testade hur bränsletankarna till Saturn V:s tredjesteg (S-IVB) fungerade i tyngdlöshet.
- AS-203   - Testflygning av kommando- och servicemodulen (CSM).
- Apollo 5 - Testade månlandaren i omloppsbana kring jorden.

### ObemannadeSaturn V
- Apollo 4 - Första Saturn V-flygningen.
- Apollo 6 - Andra testet av Saturn V raketen, och sista steget innan man kunde börja med bemannade apolloflygningar.

### Bemannade färder
- Apollo 1 - Tre astronauter omkommer i en brand i kommandomodulen under pågående tester nästan en månad före den planerade uppskjutningen.
- Apollo 7 - Första bemannade uppskjutningen. Även den enda bemannade Apollofärden som inte använde Saturn V-raketen.
- Apollo 8 - Första bemannade flygningen runt månen.
- Apollo 9 - Första flygningen i månmodulen.
- Apollo 10 - Första flygningen runt månen i månmodulen.
- Apollo 11 - Första bemannade landningen på månen 20 juli 1969.
- Apollo 12 - Den andra bemannade landningen på månen.
- Apollo 13 - En syretank exploderar och omöjliggör den planerade månlandningen.
- Apollo 14 - Den ende astronuaten från Mercuryprogrammet beträder månen, Alan Shepard.
- Apollo 15 - Första åkturen med månbilen.
- Apollo 16 - Första landningen i ett högland.
- Apollo 17 - Den förste vetenskapsmannen på månen.

## Rymdfärdsstatistik
| Farkost             | Rymdfarare                                              | Datum                        | Tid         | EVA     | LEVA     |
| ------------------- | ------------------------------------------------------- | ---------------------------- | ----------- | ------- | -------- |
| Apollo 7            | Walter Schirra Donn F. Eisele Walter Cunningham         | 11 – 22 oktober 1968         | 260:09:03   | 0:00:00 | 0:00:00  |
| Apollo 8            | Frank Borman Jim Lovell William A. Anders               | 21 – 27 december 1968        | 147:00:42   | 0:00:00 | 0:00:00  |
| Apollo 9            | James A. McDivitt David R. Scott Russell L. Schweickart | 3 – 13 mars 1969             | 241:00:54   | 1:17:00 | 0:00:00  |
| Apollo 10           | Thomas P. Stafford John W. Young Eugene A. Cernan       | 18 – 26 maj 1969             | 192:03:23   | 0:00:00 | 0:00:00  |
| Apollo 11           | Neil Armstrong Michael Collins Buzz Aldrin              | 16 – 24 juli 1969            | 195:18:35   | 0:00:00 | 2:31:40  |
| Apollo 12           | Charles P. Conrad Richard F. Gordon Alan L. Bean        | 14 – 24 november 1969        | 244:36:24   | 0:00:00 | 7:45:18  |
| Apollo 13           | Jim Lovell Jack Swigert Fred W. Haise                   | 11 – 17 april 1970           | 142:54:41   | 0:00:00 | 0:00:00  |
| Apollo 14           | Alan Shepard Stuart Roosa Edgar D. Mitchell             | 31 januari – 9 februari 1971 | 216:01:58   | 0:00:00 | 9:22:31  |
| Apollo 15           | David R. Scott Alfred Worden James B. Irwin             | 26 juli – 7 augusti 1971     | 295:11:53   | 1:12:14 | 18:34:46 |
| Apollo 16           | John W. Young Thomas K. Mattingly Charles M. Duke       | 16 – 27 april 1972           | 265:51:05   | 1:23:42 | 20:14:14 |
| Apollo 17           | Eugene A. Cernan Ronald E. Evans Harrison H. Schmitt    | 7 – 19 december 1972         | 301:51:59   | 1:05:44 | 22:03:57 |
| Totalt bemannad tid | Totalt bemannad tid                                     | Totalt bemannad tid          | 2 502:00:37 | 4:58:40 | 80:32:26 |

- Antal landningar på månen 6 st
- Antal människor som varit på månen 12 st
- Första landning på månen 1969-07-20
- Sista avfärd från månen 1972-12-16